# 史比積謙·艾利費
史比積謙·艾利費（Špejtim Arifi，1979年5月3日—）是德國籍的足球運動員，司職前鋒，現時效力於伊朗的柏斯波利斯足球俱樂部。
他是阿爾巴尼亞裔科索沃人。

## 球會生涯
| 賽季  | 球會         | 國家 | 組別 | Apps | Goals | Assists |
| ----- | ------------ | ---- | ---- | ---- | ----- | ------- |
| 07/08 | 帕揚馬什哈德 | 伊朗 | 2    | 3    | 0     | ?       |
| 08/09 | 帕揚馬什哈德 | 伊朗 | 1    | 29   | 18    | 1       |
| 09/10 | 柏斯波利斯   | 伊朗 | 1    | 2    | 0     | 0       |

## 個人
他到伊朗發展前，曾在德國擔任模特兒。

## 榮譽
- 協助路寧根取得業餘巴登-符騰堡上級聯賽2005/06冠軍。

## 外部連結
- ISNA
- fsv-lu-oggersheim（页面存档备份，存于）
- transfermarket（页面存档备份，存于）
- weltfussballArchive.today的存檔，存档日期2013-02-12
- fussballdaten（页面存档备份，存于）
- statistik-klein（页面存档备份，存于）